# Julian Draxler
Julian Draxler, [ˈjuːli̯aːn ˈdʁakslɐ] né le 20 septembre 1993 à Gladbeck, en Rhénanie-du-Nord-Westphalie, est un footballeur international allemand qui évolue au poste de milieu de terrain ou d'ailier au Qatar à Al Ahli SC.
Il est sacré champion du monde avec l'équipe d'Allemagne, lors de la Coupe du monde 2014 au Brésil, et remporte en tant que capitaine la Coupe des confédérations 2017, durant laquelle il reçoit le prix de meilleur joueur de la compétition.

## Biographie

### Carrière en club

#### Schalke 04 (2011-2015)
Le 15 janvier 2011, il participe à son premier match avec l'équipe première et devient le quatrième plus jeune joueur à fouler les pelouses de Bundesliga à 17 ans et 117 jours, en remplaçant Ivan Rakitić lors du match comptant pour la 18e journée face à Hambourg lors d'une défaite un but à zéro. Trois jours plus tard, il signe un premier contrat professionnel le liant à Schalke jusqu'en 2014. La semaine suivante, contre Hanovre 96, il devient le deuxième plus jeune titulaire de Bundesliga derrière Nuri Şahin.
Le 25 janvier 2011, il marque son premier but avec l'équipe professionnelle en quarts de finale de la Coupe d'Allemagne contre Nuremberg. Entré à la 116e minute, il ne lui faut que deux minutes pour décocher une frappe puissante dans les filets de Raphael Schäfer qui porte le score à trois buts à deux pour Schalke. Cette victoire offre la qualification en demi-finale à son équipe.
Draxler fait ses débuts en Ligue des champions le 15 février 2011 en entrant en fin de match lors du huitième de finale aller face au Valence CF (1-1). Il est titulaire lors de la demi-finale retour contre Manchester United mais le club allemand est éliminé à ce stade de la compétition après une belle campagne en C1. Le 21 mai 2011, il ouvre le score lors de la finale de la Coupe d'Allemagne, remportée facilement aux dépens de MSV Duisbourg (5-0).

#### VfL Wolfsburg (2015-2017)
Le 31 août 2015, alors qu'il est annoncé dans le viseur d'Arsenal mais surtout de la Juventus Turin, il s'engage finalement pour cinq ans contre 36 millions d'euros avec le VfL Wolfsburg, afin de pallier le départ de Kevin De Bruyne à Manchester City.
Il marque pour son équipe lors de la première journée de la Ligue des champions 2015-2016 face au CSKA Moscou et permet ainsi à son équipe de s'imposer (1-0). En huitièmes de finale aller il réalise une très bonne prestation à La Gantoise en inscrivant deux buts et en permettant à son équipe de l'emporter trois à deux.
Pendant le mercato estival 2016, il exprime son désir de quitter le club seulement une année après avoir signé. Mais Wolfsburg est catégorique, le joueur ne partira pas durant le mercato, et il écope même d'une amende de 100 000 €. Un bras de fer s'engage finalement entre les deux parties, notamment avec le directeur sportif du club Klaus Allofs très critique avec le joueur comme une bonne partie des médias allemands.
Le 24 décembre 2016, le club de VfL Wolfsburg annonce avoir trouvé un accord avec le Paris Saint-Germain en vue d'un transfert au cours du mercato hivernal.

#### Paris Saint-Germain (2017-2023)
Le 3 janvier 2017, le Paris Saint-Germain annonce officiellement l'arrivée de l'international allemand dans la capitale pour une durée de quatre ans et demi et 40 millions d'euros versés à son ancien club. Il porte sur son maillot le numéro 23.

Il joue son premier match officiel le 7 janvier 2017 contre lors d'une large victoire sept buts contre le SC Bastia en Coupe de France en rentrant à la 60e minute. Il réalise une bonne prestation en marquant le dernier but dans un match bien maîtrisé par son équipe . Une semaine plus tard, il inscrit son premier but en Ligue 1 lors de ses débuts en championnat face au Stade rennais permettant au club de gagner le match un but à zéro. En février 2017, Julian Draxler inscrit son premier doublé sous ses nouvelles couleurs face au Stade rennais, en Coupe de France,. Deux semaines plus tard, contre le FC Barcelone, il inscrit le but du deux à zéro et participe au succès quatre buts à zéro du Paris Saint-Germain en huitièmes de finale aller de Ligue des champions,. Le samedi 1er avril 2017, il dispute la finale de la Coupe de la Ligue et son équipe l'emporte quatre buts à un. Il inscrit le premier but de son équipe à la quatrième minute, puis délivre une passe décisive pour son coéquipier argentin Ángel Di María.

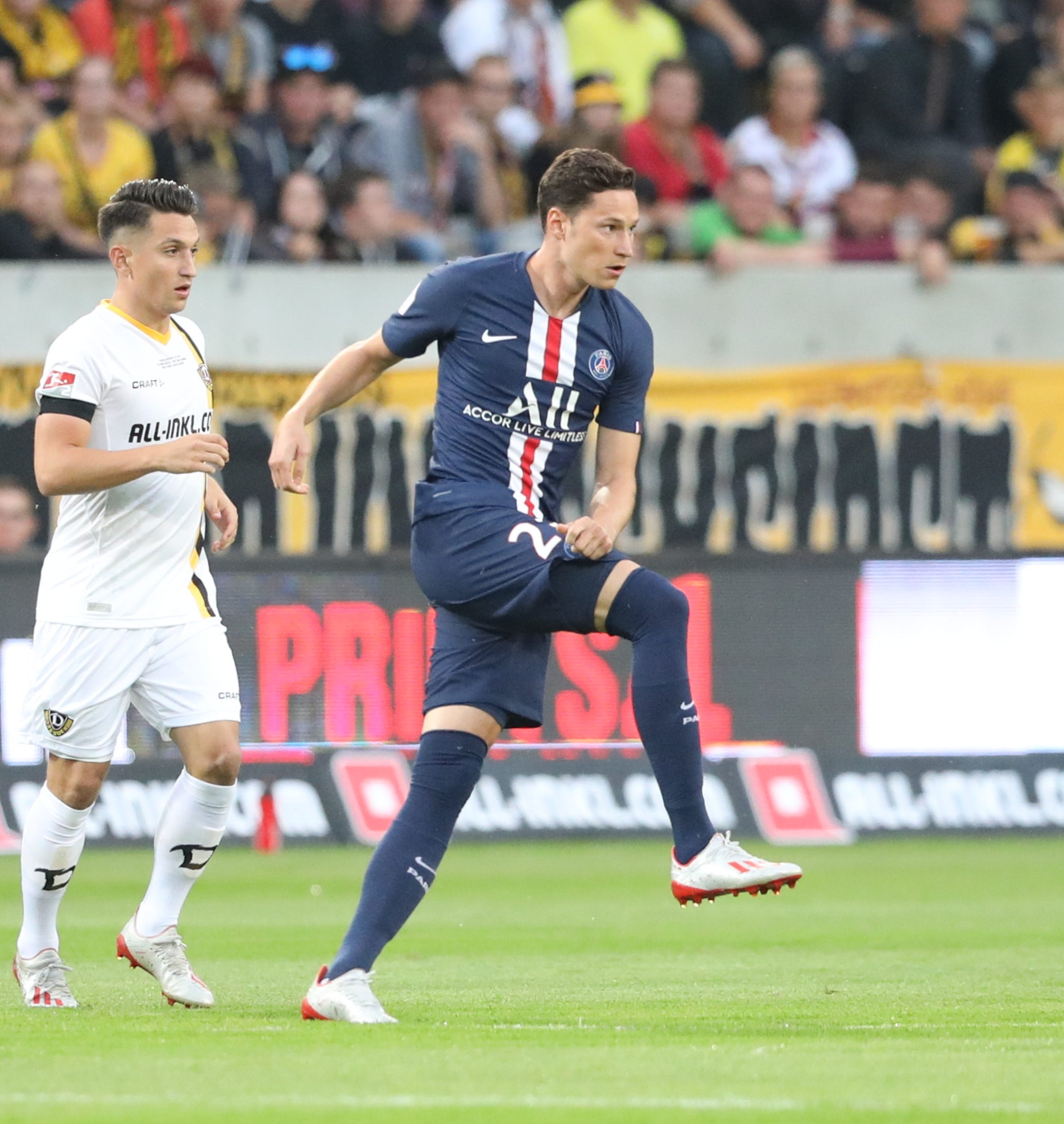
Julian Draxler en 2019 avec le Paris Saint-Germain.

En début de saison 2017-2018, il est replacé au poste de milieu relayeur par Unai Emery. Le 6 mars 2018, lors du match retour du 8e de finale de Ligue des champions contre le Real Madrid au Parc des Princes, il entre sur le terrain à la 76e minute, en remplacement d'Ángel Di María. Cependant, il ne peut empêcher l'élimination de son équipe (2-1, en tout 5-2) en huitième de finale, et ce pour la deuxième année consécutive. Lors d'une interview accordée à la chaîne allemande ZDF, juste après la première défaite à domicile des Parisiens depuis mars 2016, Julian Draxler considère que c’est au niveau tactique que le Paris Saint-Germain s’est incliné, critiquant à demi-mot les choix d’Unai Emery lors de cette rencontre contre les doubles champions d’Europe : « Le Real Madrid a pu jouer tranquillement et n’a jamais été inquiété. On a fait tourner le ballon, mais tu ne peux pas gagner en faisant juste cela. Il faut mettre plus de pression quand tu as perdu trois à un à l’aller, pas juste faire des passes et espérer que quelque chose tombe du ciel […] L’élimination est méritée. Cet été nous avons dépensé 400 millions d’euros lors du mercato, et tout le monde pensait que ça allait tout changer. Mais on a échoué une nouvelle fois à passer les 1/8 de finale. »
Lors de la saison 2018/2019 il est milieu relayeur et numéro 10, profitant des blessures et notamment celle de Neymar, il s'impose comme l'un des joueurs clés de l'effectif parisien, avec notamment dix buts lors de cette saison. Il est malheureusement touché par la défaite contre Manchester United, ce qui baisse son moral sur la fin de saison.
Lors de la saison 2019-2020, il peine à s'imposer au sein de l'effectif du PSG, son temps de jeu est très faible et il réalise une saison assez terne où il ne marque aucun but de la saison. Il participe toutefois au Final 8 de la Ligue des champions en rentrant en jeu contre l'Atalanta Bergame, le RB Leipzig ou encore lors du dernier quart d'heure du match face au Bayern Munich. Il finit avec l'un des meilleurs ratio de passes réussies. Il gagne notamment la Coupe de France ainsi que la dernière édition de la Coupe de la Ligue.
Poussé à quitter le club par le club parisien, le joueur est longuement associé en Angleterre avec Leeds United ou Arsenal FC, en Espagne à au Séville FC ou encore en Allemagne au Hertha Berlin. C'est finalement au PSG que l'Allemand continue sa carrière. Finalinement, il profite des nombreux absents dus à l'épidémie de coronavirus au sein de l'effectif parisien pour s'imposer dans le onze de départ. Il réalise un début de saison convaincant, inscrivant notamment le seul but de la rencontre dans les arrêts de jeu face au FC Metz et un but face au SCO Angers lors d'une victoire six à un. Il est ensuite victime d'une blessure à la cuisse, ce qui l'éloigne des terrains jusqu'à début décembre. 
Sa situation change en janvier 2021 quand Thomas Tuchel est limogé du Paris Saint-Germain le 27 décembre 2020. Mauricio Pochettino lui succède, et il utilise peu le joueur. Sa première titularisation a lieu lors d'un 32e de finale de Coupe de France contre le Stade Malherbe de Caen. Trois jours plus tard, Julian Draxler est titulaire contre l'OGC Nice et marque pour finalement gagner deux buts à un : ce bon match pousse Mauricio Pochettino à le faire jouer plus souvent. C'est donc ainsi qu'il joue les vingt dernières minutes du 8e de finale aller de la Ligue des Champions contre le FC Barcelone conclu par une victoire quatre buts à un, il fait une très bonne entrée avec une passe décisive pour Kylian Mbappé. Il enchaîne des matchs contre l'AS Monaco, le Dijon FCO, les Girondins de Bordeaux et le Stade brestois où Julian est plutôt dans son élément. Cette bonne forme lui vaut une titularisation contre le FC Barcelone pour le 1/8e de finale retour de Ligue des Champions qui se finit par un match nul un partout. Il marque contre le FC Nantes en Ligue 1 son 4e but de la saison. Après deux matchs où Julian est rentré en cours de jeu (5 minutes contre l'Olympique lyonnais, 20 minutes contre le Lille OSC), il se retrouve titulaire contre le Bayern Munich, à cause de la fatigue de Moise Kean, ainsi que des bonnes impressions qu'il a fait à Mauricio Pochettino, auteur d'un bon match à l'aller (victoire 3-2). Il fait un match honorable au retour (défaite 1-0), où Paris se qualifie pour les demi-finales de la Ligue des Champions.
Malgré des intérêts du Bayern Munich à la fin de saison, Julian Draxler prolonge son contrat jusqu'en 2024 avant le match contre le Stade rennais où il est titulaire. Avec cette prolongation, il baisse son salaire drastiquement de huit à trois millions d'euros par an, malgré les sept millions proposés par le Bayern Munich. Il est titulaire pour le Trophée des champions perdu contre le LOSC malgré une bonne performance de sa part. Il continue à être titulaire contre l'ES Troyes, le RC Strasbourg (où il marque son premier but de la saison), le Stade brestois et le Clermont Foot. Avec le retour des joueurs sud-américains, et l'arrivée de Lionel Messi, il joue moins pendant la saison. En novembre, il est titulaire pour le match face à Girondins de Bordeaux avant d'être de retour en sélection, un an après sa dernière sélection. Malheureusement il se blesse à l'entraînement et se retrouve éloigné des terrains jusqu'en 2022, malgré une guérison rapide.

##### Prêt à Benfica (2022-2023)
Le 1er septembre 2022, il est prêté pour une durée d'une saison au Benfica Lisbonne. Il porte le numéro "93", son année de naissance. Après dix-huit matchs toutes compétitions confondues, sa saison se stoppe dès le 4 février à la suite d'une blessure à la cheville. Il est cependant sacré champion du Portugal avec son club quelques mois plus tard.

###### Al Ahli SC (depuis 2023)
Le 18 septembre 2023, Draxler signe en faveur du club d'Al Ahli au Qatar pour un contrat jusqu'en juin 2025,. 

### Équipe d'Allemagne

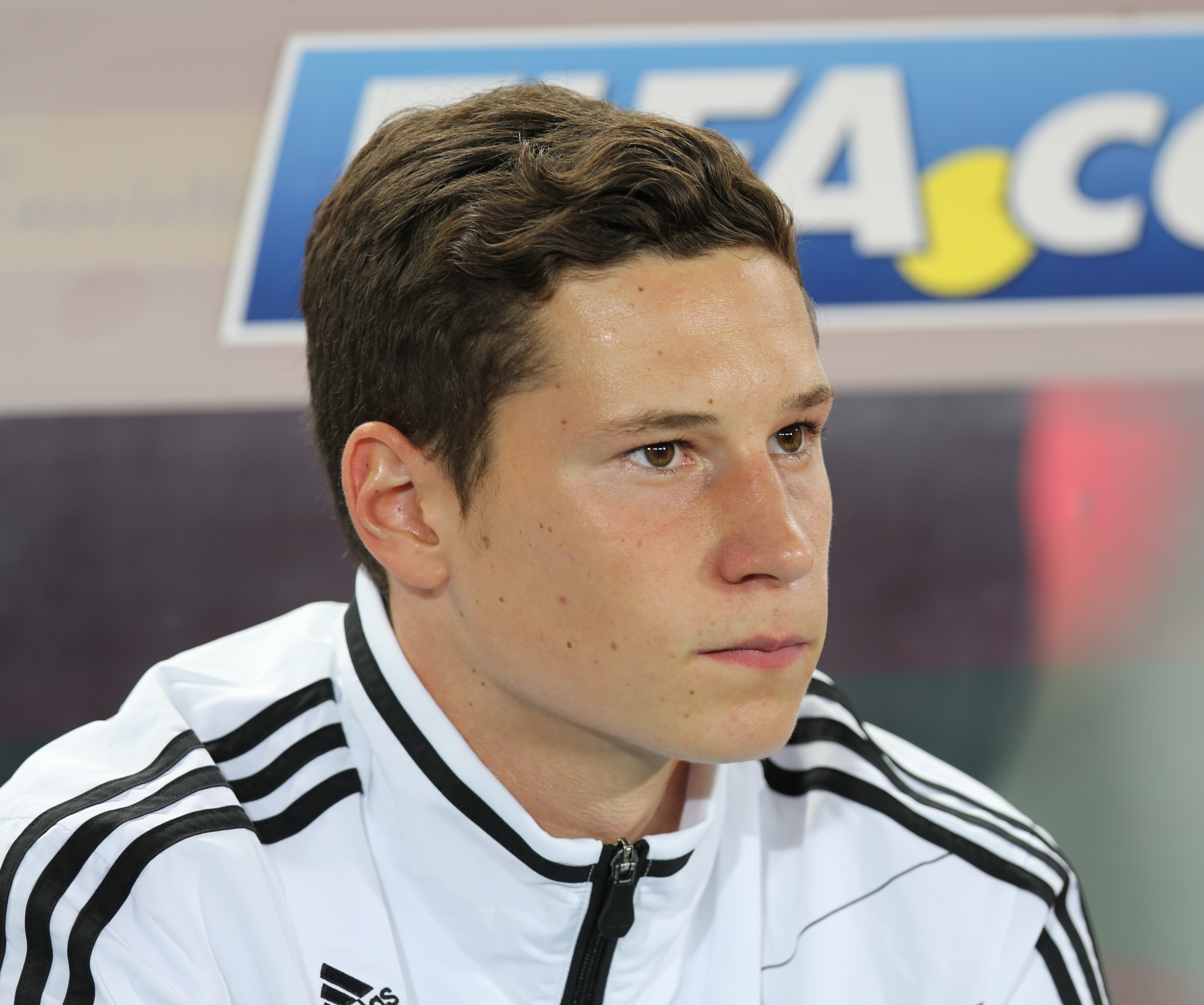
Draxler avec l'équipe d'Allemagne en septembre 2012

Après avoir porté le maillot allemand en catégorie des moins de 18 ans puis des moins de 19 ans entre 2010 et 2011, Draxler honore sa première sélection avec les espoirs allemands le 9 août 2011 face à Chypre dans le cadre des éliminatoires de l'Euro espoirs 2013. Lors de ce match, il marque également son premier but en espoirs (victoire de l'Allemagne 4-1).
Le 7 mai 2012, il est pré-sélectionné par Joachim Löw dans la liste des 27 joueurs susceptibles de participer à l'Euro 2012. Le 26 mai suivant, il honore sa première sélection en entrant à l'heure de jeu à la place de Lukas Podolski lors du match amical face à la Suisse (défaite 5-3).

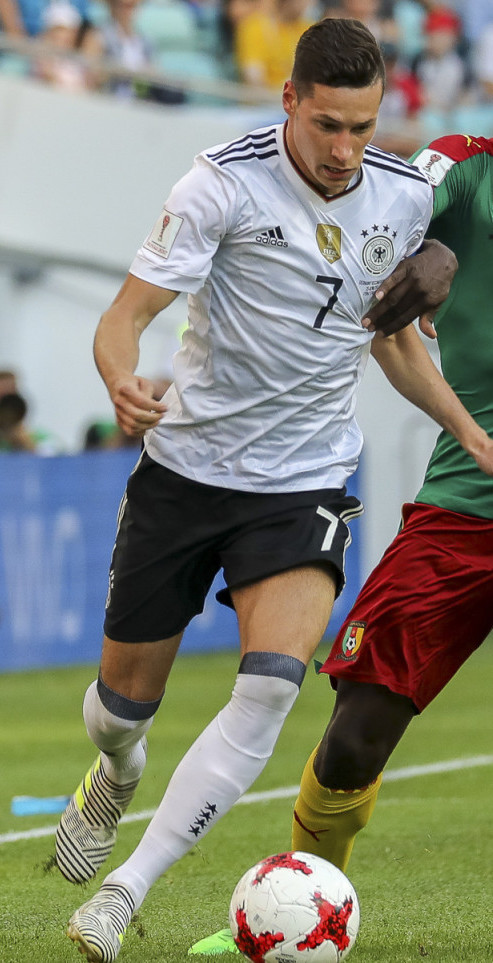
Julian Draxler pendant le match Allemagne-Cameroun lors de la Coupe des confédérations 2017

Deux jours plus tard, Draxler ne fait pas partie de la liste définitive des joueurs convoqués par le sélectionneur allemand pour disputer l'Euro 2012 en Ukraine et en Pologne.
Draxler est sélectionné pour le Mondial 2014 au Brésil. Il joue quelques minutes contre le Brésil en demi-finale (7-1 pour l'Allemagne). Avec la Mannschaft, il remporte la Coupe du monde au terme d'un match très serré face à l'Argentine (victoire 1-0 a.p.).
Convoqué pour l'Euro 2016 par Löw après ses bonnes performances avec Wolfsburg, Draxler confirme sa forme en France. Lors du huitième de finale contre la Slovaquie, il délivre une  passe à Mario Gómez avant de sceller la victoire en marquant le dernier but allemand pour une victoire 3-0.
Convoqué pour la Coupe des confédérations 2017 avec la Mannschaft, Draxler est également nommé capitaine par Löw durant cette compétition. L'Allemagne remporte cette dixième édition le 2 juillet 2017 en se défaisant du Chili (0-1) au stade de Krestovsky Stadium à Saint-Pétersbourg. Durant la competition Draxler étonnera par rapport a sa justesse technique a son talent, il marquera contre l'Australie lors du 1er match il est désigné meilleur joueur de la compétition et reçoit son trophée à l'issue de la finale des mains de Diego Maradona. Durant la compétition il a su prouver un leadership pour mener son équipe a la victoire
En juin 2018, il est retenu par Joachim Löw dans la liste des 23 joueurs pour participer à la Coupe du monde 2018 en Russie. Draxler y joue deux matchs contre le Mexique (défaite 1-0) et face à la Suède (victoire 2-1). L'Allemagne est éliminée au premier tour.
En mai 2021, à cause de son manque de temps de jeu avec le PSG, il n'est pas sélectionné par Joachim Löw pour disputer l'Euro 2020, ni par Hansi Flick, pour disputer la Coupe du monde 2022 au Qatar.

## Statistiques

### En club
| Saison                | Club                    | Championnat           | Championnat | Championnat | Championnat | Coupe nationale | Coupe nationale | Coupe nationale | Coupe de la Ligue | Coupe de la Ligue | Coupe de la Ligue | Supercoupe | Supercoupe | Supercoupe | Compétition(s) continentale(s) | Compétition(s) continentale(s) | Compétition(s) continentale(s) | Compétition(s) continentale(s) | Total | Total | Total |
| Saison                | Club                    | Division              | M.          | B.          | P.d.        | M.              | B.              | P.d.            | M.                | B.                | P.d.              | M.         | B.         | P.d.       | Comp.                          | M.                             | B.                             | P.d.                           | M.    | B.    | P.d.  |
| 2010-2011             | Schalke 04              | Bundesliga            | 15          | 1           | 0           | 3               | 2               | 1               | -                 | -                 | -                 | -          | -          | -          | C1                             | 6                              | 0                              | 0                              | 24    | 3     | 1     |
| 2011-2012             | Schalke 04              | Bundesliga            | 30          | 2           | 3           | 2               | 1               | 1               | -                 | -                 | -                 | 1          | 0          | 0          | C3                             | 13                             | 2                              | 2                              | 46    | 5     | 6     |
| 2012-2013             | Schalke 04              | Bundesliga            | 30          | 10          | 3           | 3               | 2               | 2               | -                 | -                 | -                 | -          | -          | -          | C1                             | 6                              | 1                              | 0                              | 39    | 13    | 5     |
| 2013-2014             | Schalke 04              | Bundesliga            | 26          | 2           | 6           | 2               | 0               | 1               | -                 | -                 | -                 | -          | -          | -          | C1                             | 10                             | 4                              | 1                              | 38    | 6     | 8     |
| 2014-2015             | Schalke 04              | Bundesliga            | 15          | 2           | 1           | 1               | 0               | 0               | -                 | -                 | -                 | -          | -          | -          | C1                             | 3                              | 0                              | 1                              | 19    | 2     | 2     |
| 2015-2016             | Schalke 04              | Bundesliga            | 3           | 1           | 0           | 1               | 0               | 0               | -                 | -                 | -                 | -          | -          | -          | C3                             | -                              | -                              | -                              | 4     | 1     | 0     |
| Sous-total            | Sous-total              | Sous-total            | 119         | 18          | 13          | 12              | 5               | 5               | -                 | -                 | -                 | 1          | 0          | 0          | -                              | 38                             | 7                              | 4                              | 170   | 30    | 22    |
| 2015-2016             | VfL Wolfsburg           | Bundesliga            | 21          | 5           | 6           | 1               | 0               | 0               | -                 | -                 | -                 | -          | -          | -          | C1                             | 9                              | 3                              | 2                              | 31    | 8     | 8     |
| 2016-2017             | VfL Wolfsburg           | Bundesliga            | 13          | 0           | 2           | 1               | 0               | 0               | -                 | -                 | -                 | -          | -          | -          | -                              | -                              | -                              | -                              | 14    | 0     | 2     |
| Sous-total            | Sous-total              | Sous-total            | 34          | 5           | 8           | 2               | 0               | 0               | -                 | -                 | -                 | -          | -          | -          | -                              | 9                              | 3                              | 2                              | 45    | 8     | 10    |
| 2016-2017             | Paris Saint-Germain     | Ligue 1               | 17          | 4           | 1           | 5               | 4               | 0               | 1                 | 1                 | 1                 | -          | -          | -          | C1                             | 2                              | 1                              | 0                              | 25    | 10    | 2     |
| 2017-2018             | Paris Saint-Germain     | Ligue 1               | 30          | 4           | 5           | 6               | 0               | 3               | 3                 | 1                 | 0                 | 0          | 0          | 0          | C1                             | 8                              | 0                              | 2                              | 47    | 5     | 10    |
| 2018-2019             | Paris Saint-Germain     | Ligue 1               | 31          | 3           | 7           | 6               | 2               | 2               | 2                 | 0                 | 0                 | 0          | 0          | 0          | C1                             | 7                              | 0                              | 1                              | 46    | 5     | 10    |
| 2019-2020             | Paris Saint-Germain     | Ligue 1               | 11          | 0           | 5           | 4               | 0               | 2               | 2                 | 0                 | 0                 | 0          | 0          | 0          | C1                             | 5                              | 0                              | 0                              | 22    | 0     | 7     |
| 2020-2021             | Paris Saint-Germain     | Ligue 1               | 24          | 4           | 3           | 5               | 0               | 3               | -                 | -                 | -                 | -          | -          | -          | C1                             | 5                              | 0                              | 1                              | 34    | 4     | 7     |
| 2021-2022             | Paris Saint-Germain     | Ligue 1               | 18          | 2           | 1           | 1               | 0               | 0               | -                 | -                 | -                 | 1          | 0          | 0          | C1                             | 4                              | 0                              | 1                              | 24    | 2     | 2     |
| Sous-total            | Sous-total              | Sous-total            | 131         | 17          | 23          | 27              | 6               | 9               | 8                 | 2                 | 1                 | 1          | 0          | 0          | -                              | 31                             | 1                              | 5                              | 198   | 26    | 38    |
| 2022-2023             | Benfica Lisbonne (prêt) | Liga Bwin             | 10          | 1           | 0           | 2               | 0               | 0               | 3                 | 1                 | 0                 | -          | -          | -          | C1                             | 3                              | 0                              | 0                              | 18    | 2     | 0     |
| 2023-2024             | Al Ahli SC              | Qatar Stars League    | 11          | 6           | 4           | 2               | 1               | 0               | -                 | -                 | -                 | -          | -          | -          | -                              | -                              | -                              | -                              | 13    | 7     | 4     |
| 2024-2025             | Al Ahli SC              | Qatar Stars League    | 18          | 12          | 7           | 5               | 0               | 1               | 1                 | 0                 | 0                 | -          | -          | -          | -                              | -                              | -                              | -                              | 24    | 12    | 8     |
| Sous-total            | Sous-total              | Sous-total            | 29          | 18          | 11          | 7               | 1               | 1               | 1                 | 0                 | 0                 | -          | -          | -          | -                              | -                              | -                              | -                              | 37    | 19    | 12    |
| Total sur la carrière | Total sur la carrière   | Total sur la carrière | 323         | 59          | 55          | 50              | 12              | 15              | 12                | 3                 | 1                 | 2          | 0          | 0          | -                              | 81                             | 11                             | 11                             | 468   | 85    | 82    |

### En sélection nationale
| Saison                | Sélection             | Phases finales                | Phases finales | Phases finales | Phases finales | Éliminatoires | Éliminatoires | Éliminatoires | Matchs amicaux | Matchs amicaux | Matchs amicaux | Total | Total | Total |
| Saison                | Sélection             | Compétition                   | M              | B              | Pd             | M             | B             | Pd            | M              | B              | Pd             | M     | B     | Pd    |
| --------------------- | --------------------- | ----------------------------- | -------------- | -------------- | -------------- | ------------- | ------------- | ------------- | -------------- | -------------- | -------------- | ----- | ----- | ----- |
| 2011-2012             | Allemagne             | -                             | -              | -              | -              | -             | -             | -             | 1              | 0              | 1              | 1     | 0     | 1     |
| 2012-2013             | Allemagne             | -                             | -              | -              | -              | 2             | 0             | 0             | 3              | 1              | 0              | 5     | 1     | 0     |
| 2013-2014             | Allemagne             | Coupe du monde 2014           | 1              | 0              | 0              | 3             | 0             | 0             | 2              | 0              | 0              | 6     | 0     | 0     |
| 2014-2015             | Allemagne             | -                             | -              | -              | -              | 2             | 0             | 0             | 1              | 0              | 0              | 3     | 0     | 0     |
| 2015-2016             | Allemagne             | Euro 2016                     | 5              | 1              | 1              | 0             | 0             | 0             | 4              | 0              | 0              | 9     | 1     | 1     |
| 2016-2017             | Allemagne             | Coupe des confédérations 2017 | 5              | 1              | 1              | 5             | 2             | 0             | 1              | 0              | 0              | 11    | 3     | 1     |
| 2017-2018             | Allemagne             | Coupe du monde 2018           | 2              | 0              | 0              | 3             | 1             | 1             | 6              | 0              | 0              | 11    | 1     | 1     |
| 2018-2019             | Allemagne             | -                             | -              | -              | -              | 4             | 0             | 2             | 1              | 0              | 0              | 5     | 0     | 2     |
| 2019-2020             | Allemagne             | -                             | -              | -              | -              | -             | -             | -             | -              | -              | -              | 0     | 0     | 0     |
| 2020-2021             | Allemagne             | Euro 2020                     | -              | -              | -              | 4             | 0             | 0             | 1              | 1              | 0              | 5     | 1     | 0     |
| 2021-2022             | Allemagne             | -                             | -              | -              | -              | -             | -             | -             | 2              | 0              | 0              | 2     | 0     | 0     |
| Total sur la carrière | Total sur la carrière | Total sur la carrière         | 13             | 2              | 2              | 23            | 3             | 3             | 22             | 2              | 1              | 58    | 7     | 6     |

#### Buts internationaux
| Buts internationaux de Julian Draxler | Buts internationaux de Julian Draxler | Buts internationaux de Julian Draxler                      | Buts internationaux de Julian Draxler | Buts internationaux de Julian Draxler | Buts internationaux de Julian Draxler | Buts internationaux de Julian Draxler |
| 0                                     | Date                                  | Lieu                                                       | Adversaire                            | Score                                 | Résultats                             | Compétitions                          |
| ------------------------------------- | ------------------------------------- | ---------------------------------------------------------- | ------------------------------------- | ------------------------------------- | ------------------------------------- | ------------------------------------- |
| 1                                     | 2 juin 2013                           | Robert F. Kennedy Memorial Stadium, Washington, États-Unis | États-Unis                            | 4-3                                   | 4-3                                   | Match amical                          |
| 2                                     | 26 juin 2016                          | Stade Pierre-Mauroy, Lille, France                         | Slovaquie                             | 3-0                                   | 3-0                                   | Euro 2016                             |
| 3                                     | 11 octobre 2016                       | HDI-Arena, Hanovre, Allemagne                              | Irlande du Nord                       | 1-0                                   | 2-0                                   | Éliminatoires Coupe du monde 2018     |
| 4                                     | 10 juin 2017                          | Grundig Stadion, Nuremberg, Allemagne                      | Saint-Marin                           | 1-0                                   | 7-0                                   | Éliminatoires Coupe du monde 2018     |
| 5                                     | 19 juin 2017                          | Stade olympique de Sotchi, Sotchi, Russie                  | Australie                             | 2-1                                   | 3-2                                   | Coupe des confédérations 2017         |
| 6                                     | 4 septembre 2017                      | Mercedes-Benz Arena, Stuttgart, Allemagne                  | Norvège                               | 2-0                                   | 6-0                                   | Éliminatoires Coupe du monde 2018     |
| 7                                     | 7 octobre 2020                        | RheinEnergieStadion, Cologne, Allemagne                    | Turquie                               | 1-0                                   | 3-3                                   | match amical                          |

## Palmarès

### Palmarès collectif
International A avec la Mannschaft, Julian Draxler remporte la Coupe du monde 2014 ainsi que la Coupe des confédérations en 2017.
Avec son club formateur de Schalke 04, il remporte la Coupe d'Allemagne 2011 et la Supercoupe nationale cette même année. Au Paris Saint-Germain depuis la saison 2016-2017, il est champion de France à quatre reprises en 2018, 2019, 2020 et 2022. Draxler remporte également la Coupe de France à quatre reprises, la Coupe de la Ligue à deux reprises et le Trophée des champions 2020.
Parti au Benfica Libsonne, il est champion du Portugal en 2023.
| Allemagne (2)                                                                         | FC Schalke 04 (2)                                                                      | Paris Saint-Germain FC (12) | Benfica Lisbonne (1)                          |
| ------------------------------------------------------------------------------------- | -------------------------------------------------------------------------------------- | --- | --------------------------------------------- |
| - Coupe du monde : - Vainqueur : 2014 - Coupe des confédérations : - Vainqueur : 2017 | - Coupe d'Allemagne : - Vainqueur : 2011 - Supercoupe d'Allemagne : - Vainqueur : 2011 | - Ligue des champions : - Finaliste en 2020 - Championnat de France (4) : - Champion : 2018, 2019, 2020 et 2022 - Vice-Champion : 2017 et 2021 - Coupe de France (4) : - Vainqueur : 2017, 2018, 2020 et 2021 - Finaliste : 2019 - Coupe de la Ligue (3) : - Vainqueur : 2017, 2018 et 2020 - Trophée des champions (1) : - Vainqueur : 2020 - Finaliste : 2021 | - Championnat du Portugal : - Champion : 2023 |

### Distinctions personnelles
- Troisième du Golden Boy en 2013.
- Meilleur joueur de la Coupe des confédérations 2017[28].
- Meilleur buteur Coupe de France 2016-2017
- Meilleur passeur Coupe de France 2020-2021
- Joueur du Mois de Septembre 2024 Qatar Star League